# 花蓮港神社
花蓮港神社（かれんこうじんじゃ）は、日本統治時代の台湾・花蓮港庁花蓮港市（現花蓮県花蓮市）にあった神社である。社格は県社で、花蓮港庁の中心的神社であった。
1915年（大正4年）8月19日、当時の花蓮港市街の北東部、美崙山の中腹に創建された。北白川宮能久親王と開拓三神（大国魂命・大己貴命・少彦名命）が祀られていた。1921年（大正10年）3月2日に県社に列格した。
第二次大戦の日本の敗戦後は、鄭成功・劉永福・丘逢甲ら台湾の英雄を祀る祠となり、1981年（民国70年）に元の社殿は取り壊され、中国北方宮殿様式の美崙山忠烈祠（花蓮港忠烈祠）が建設された。

## 写真に見る、花蓮港神社の時代変遷

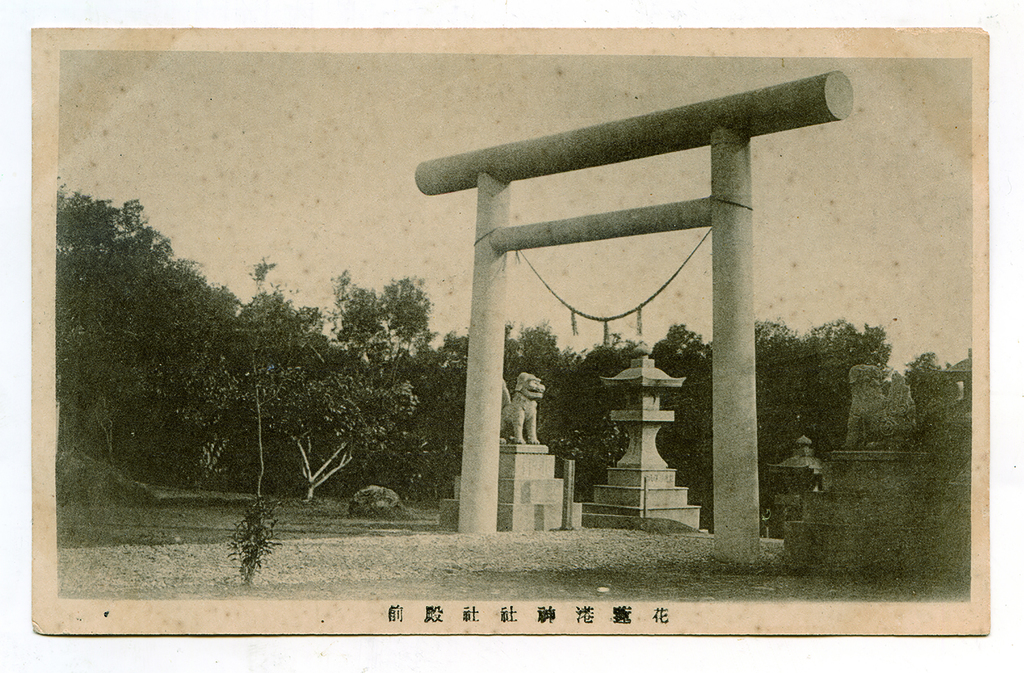
花蓮港神社拝殿前の景色、鳥居。
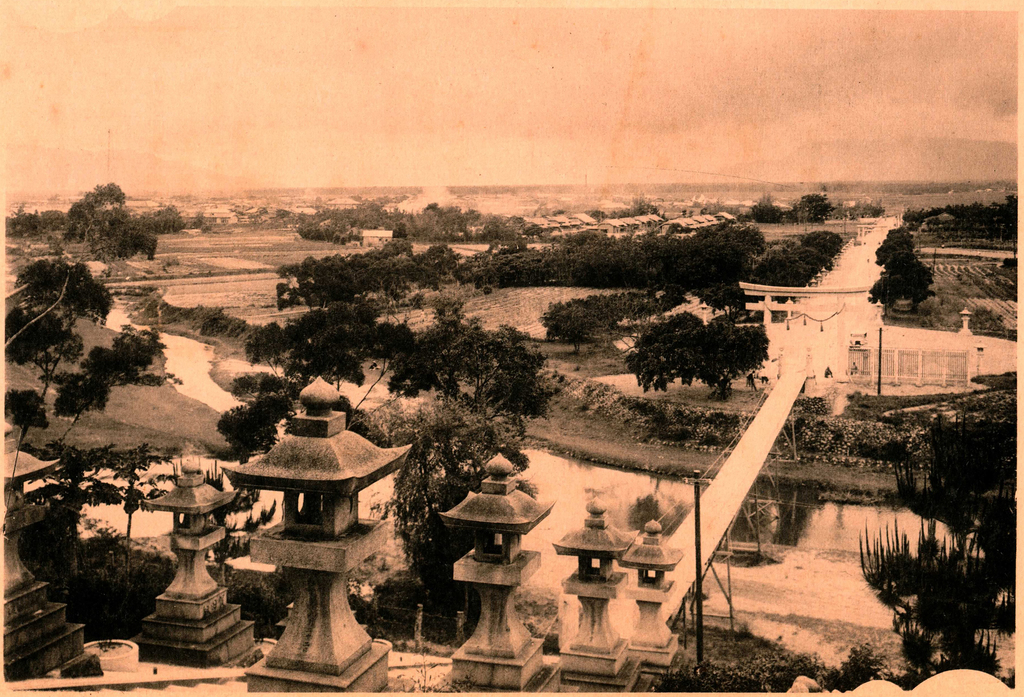
花蓮港神社から眺める田園景色。荳蘭（タウラン。現在の田浦駅）、吉野村(吉安郷)一帯。
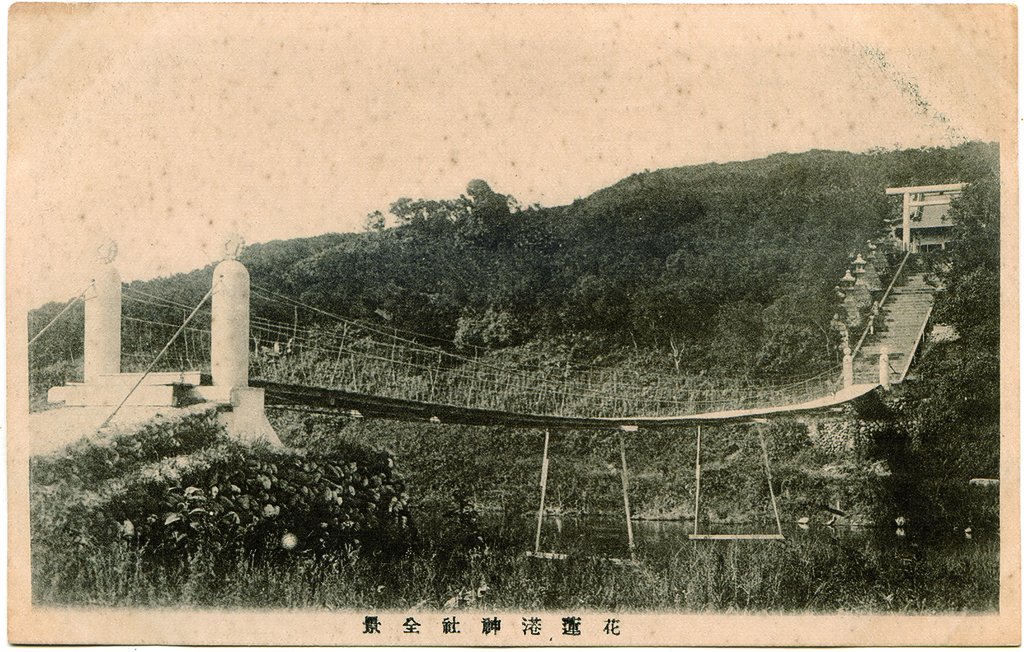
大正時代に発行された絵葉書による、花蓮港神社全景。
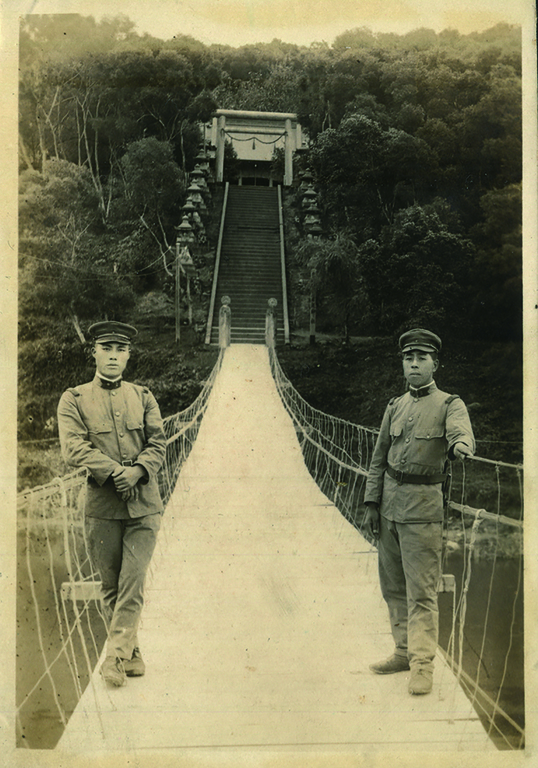
神社前の橋「宮の橋」上の、花蓮港分屯大隊隊員。
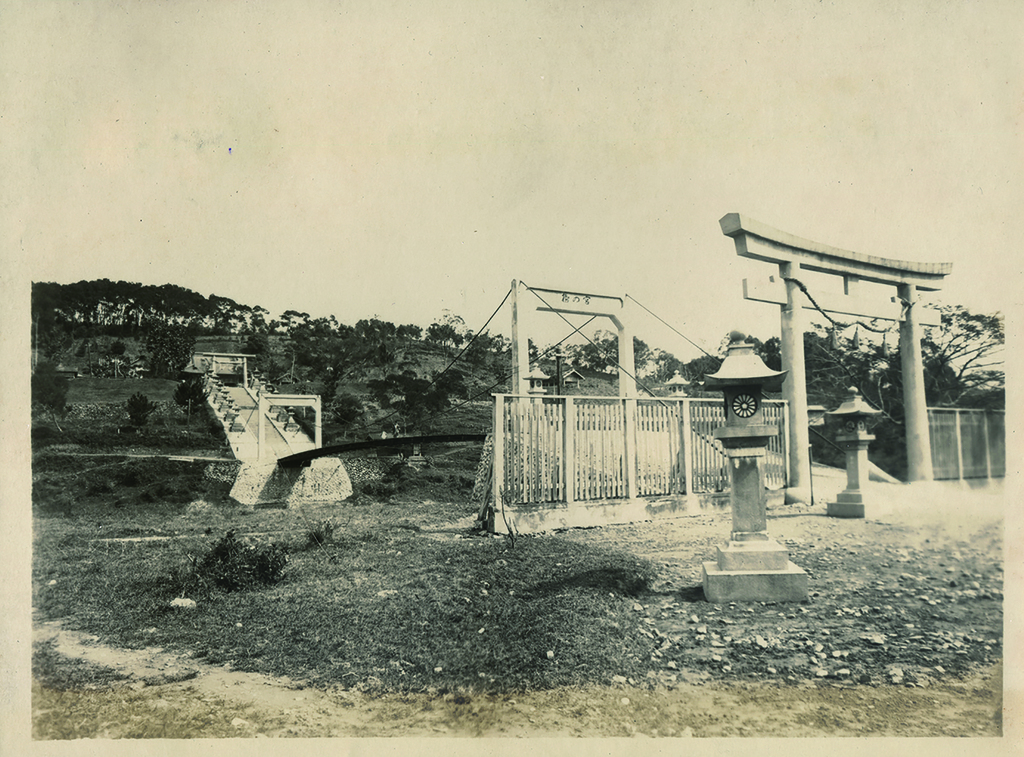
花蓮港神社全景。美崙渓にかかる吊り橋は、当時は「宮の橋」、現在は「尚志橋」と呼ばれる。遠くに花蓮港神社を望む。
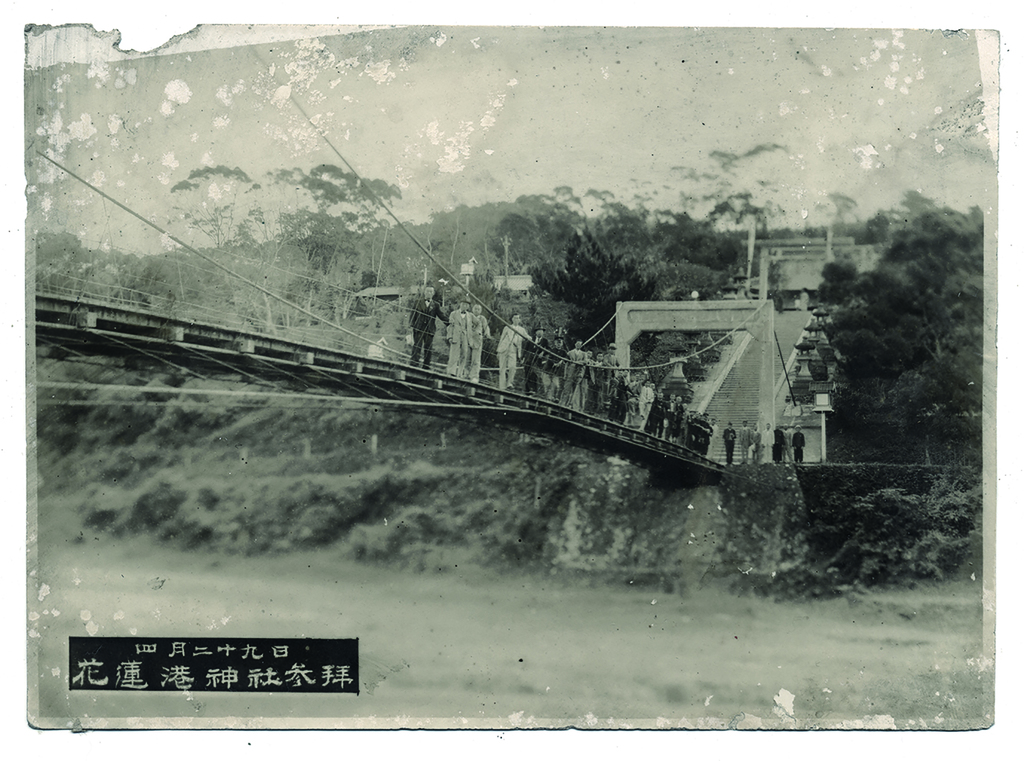
昭和の天長節（昭和天皇誕生日）で、参拝に列成す人々。30歳以上の男性が多く、多くは洋装、制服姿である。
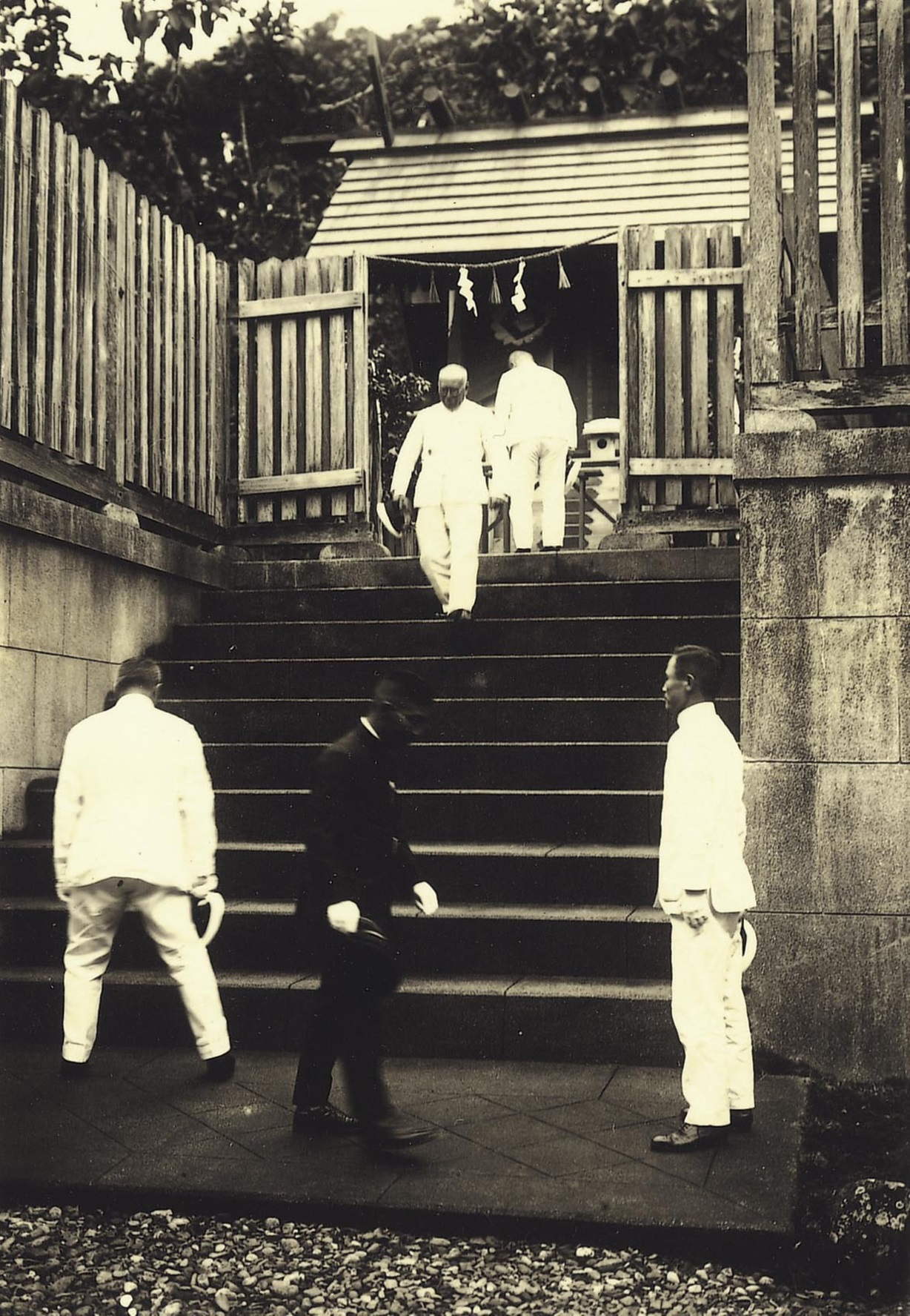
昭和3年（1928年）10月8日、花蓮港神社を訪れて参拝した川村竹治総督。
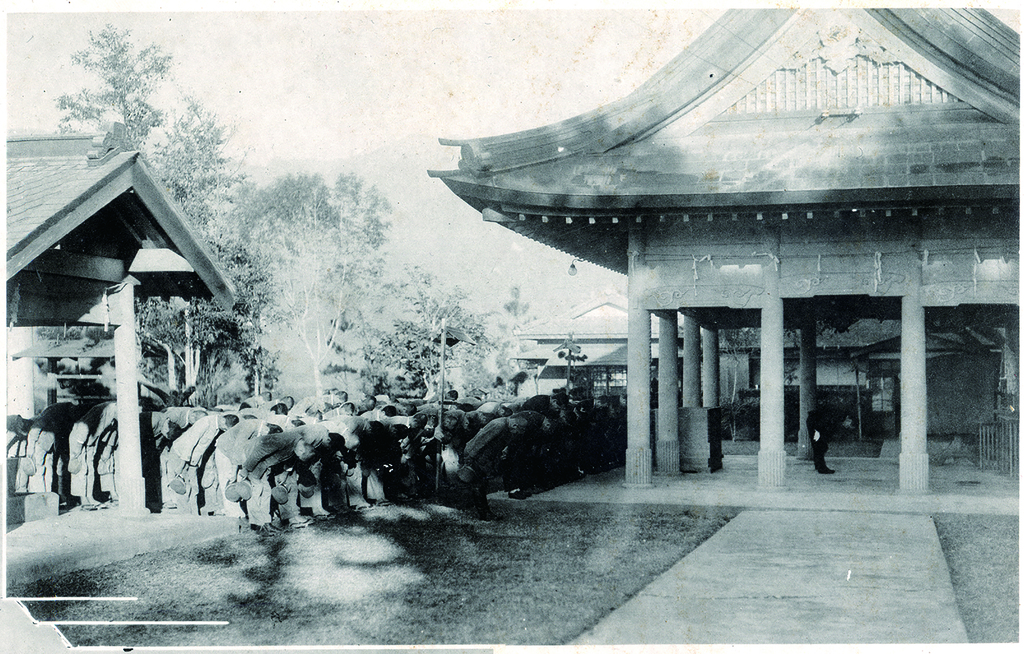
昭和16年（1941年）『花蓮港中學校第一回卒業記念写真帳』より、花蓮港中學校の教師、生徒による神社参拝。
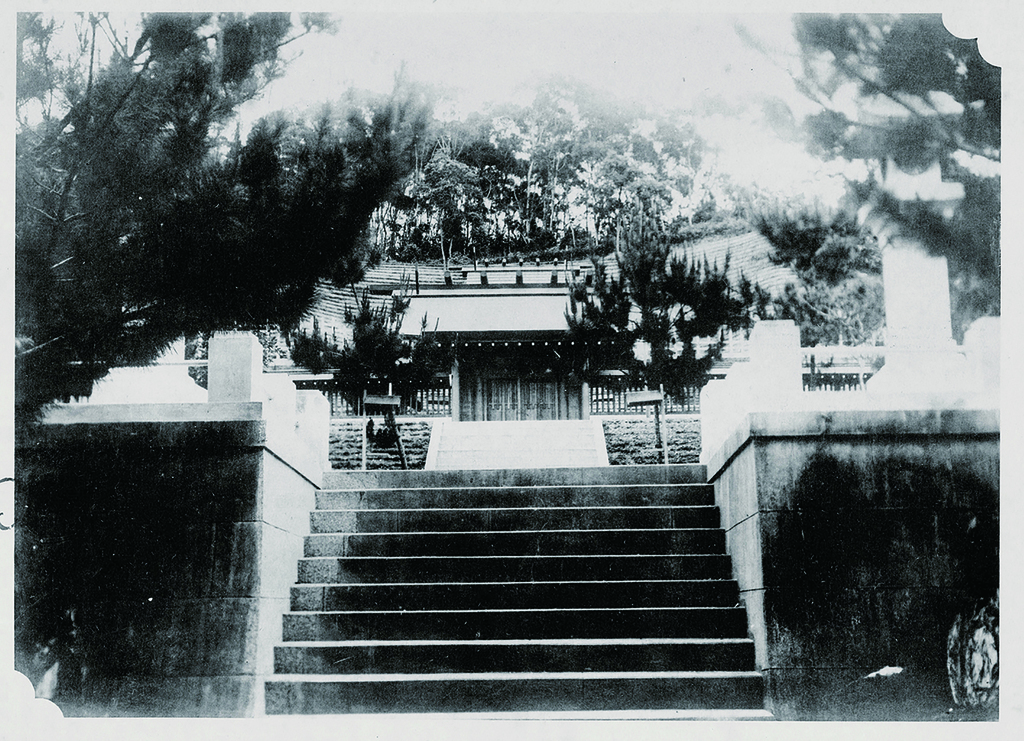
花蓮港神社本殿の古い社殿では、改築されていない状況がうかがえる。
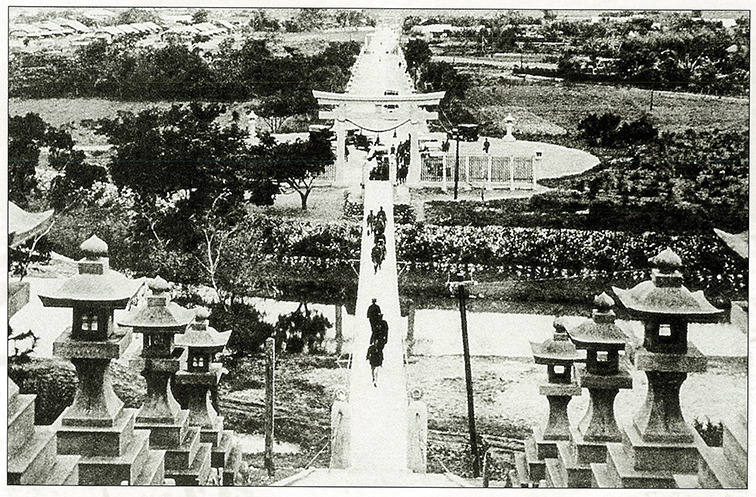
花蓮港神社は当時の市街で一番の高所である。境内から市街を一望できた。写真は1930年代の市街。
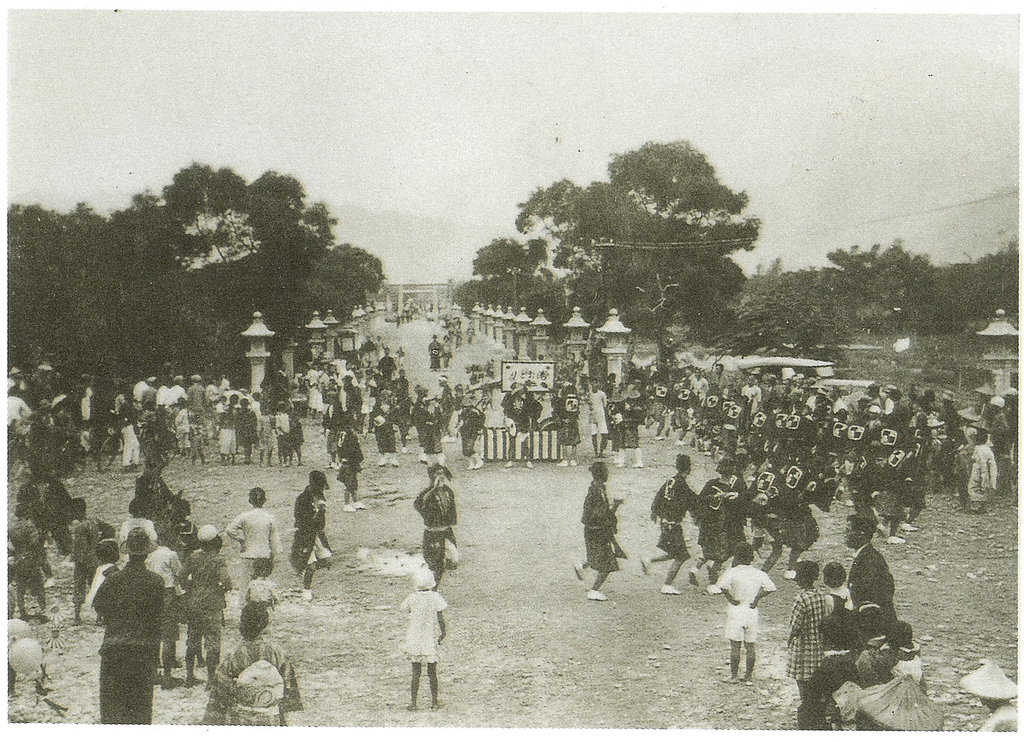
花蓮港神社の祭礼。
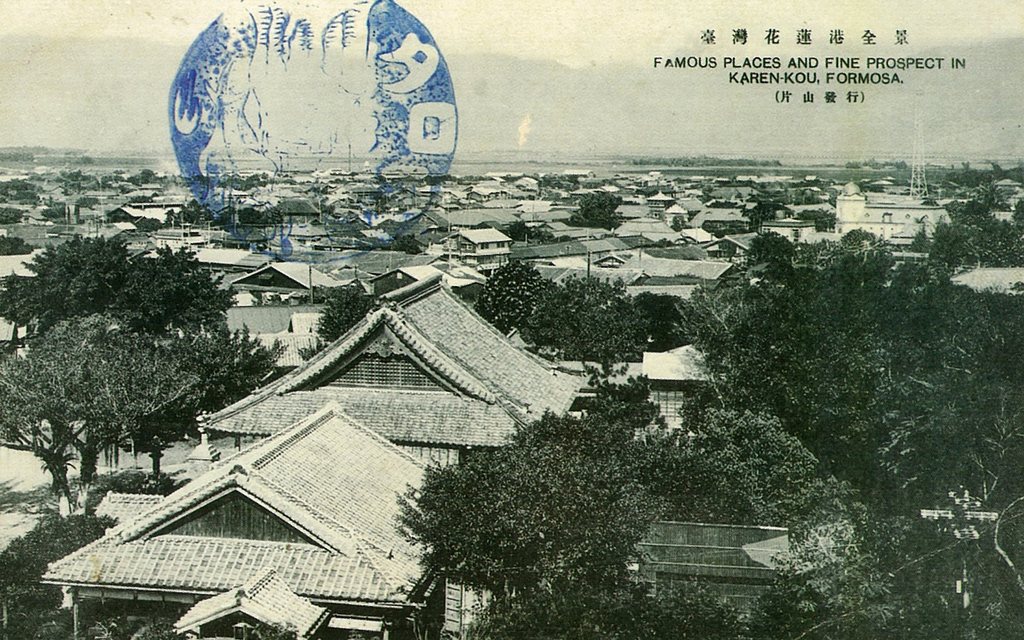
美崙山上から望む花蓮港神社、そして花蓮港の市街地。台湾東部随一の都市として繁栄していた。
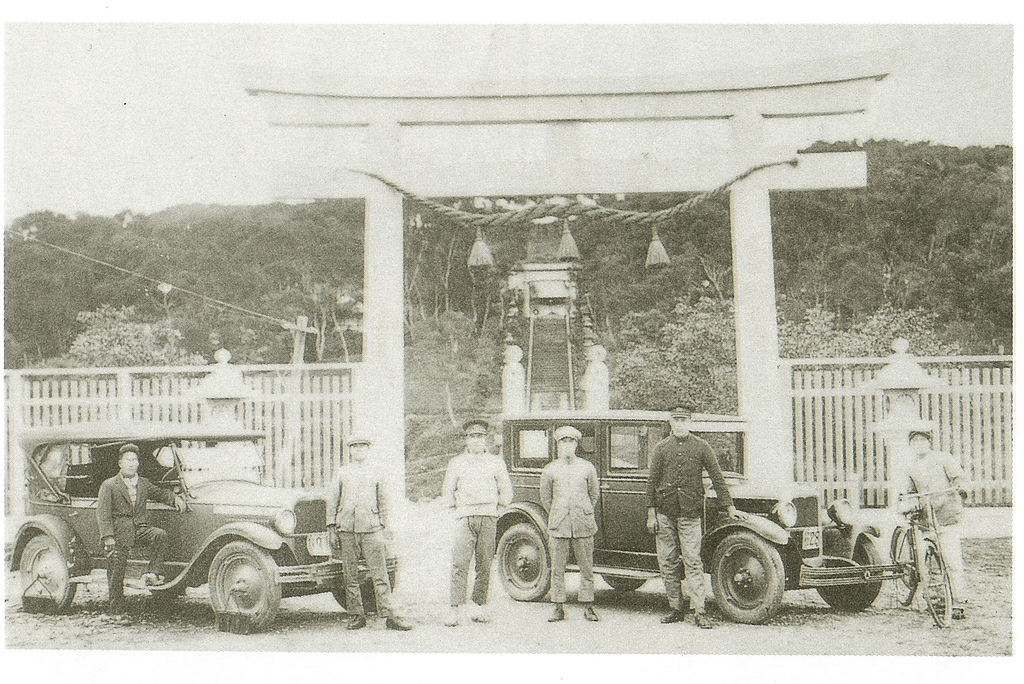
昭和7年（1932）に、現在の尚志橋たもとで撮影された写真。
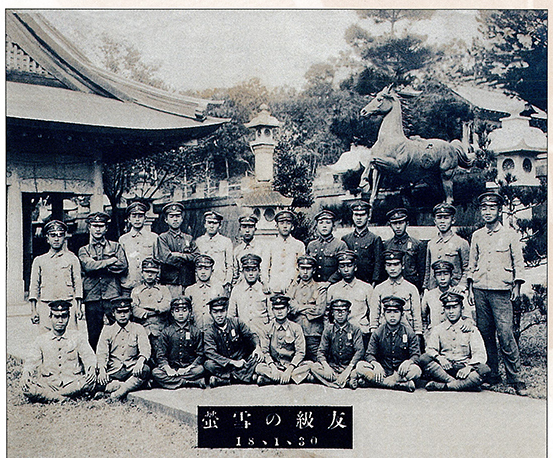
「螢雪の級友」と題された写真。昭和18年（1943年）1月30日、花蓮港庁立花蓮港工業学校（現在の国立花蓮高級工業職業学校、通称・花蓮高工）の機械科第一期卒業生。
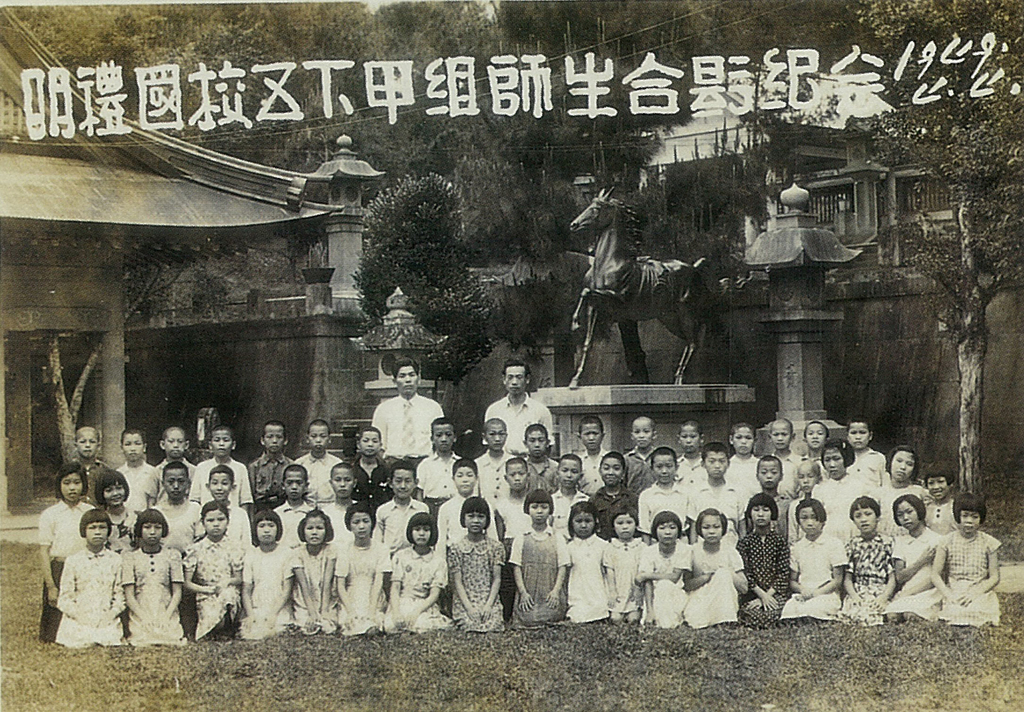
民國38年（1949年）に撮影された、明礼国校の教師と生徒たち。当時は神社の面影がそのまま残っていた。
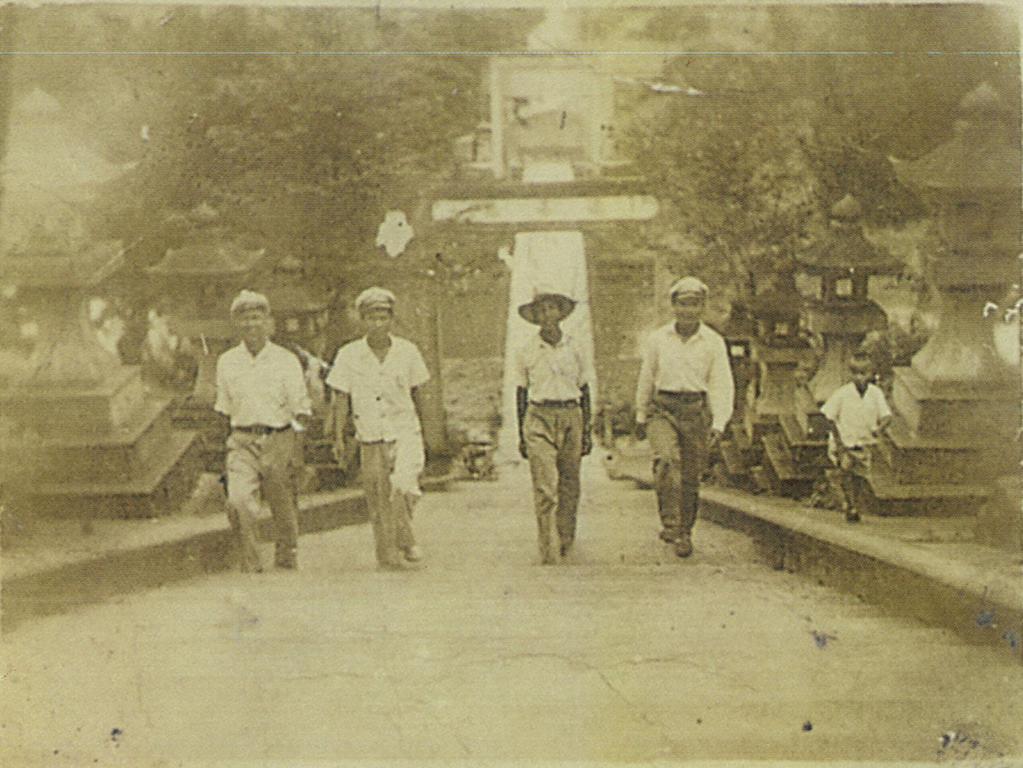
民國40年（1951年）の「花蓮忠烈祠」。神社の石灯籠がそのまま残っている。後方の吊り橋は台風で破損し、1970年にコンクリート橋にかけ替えられた。
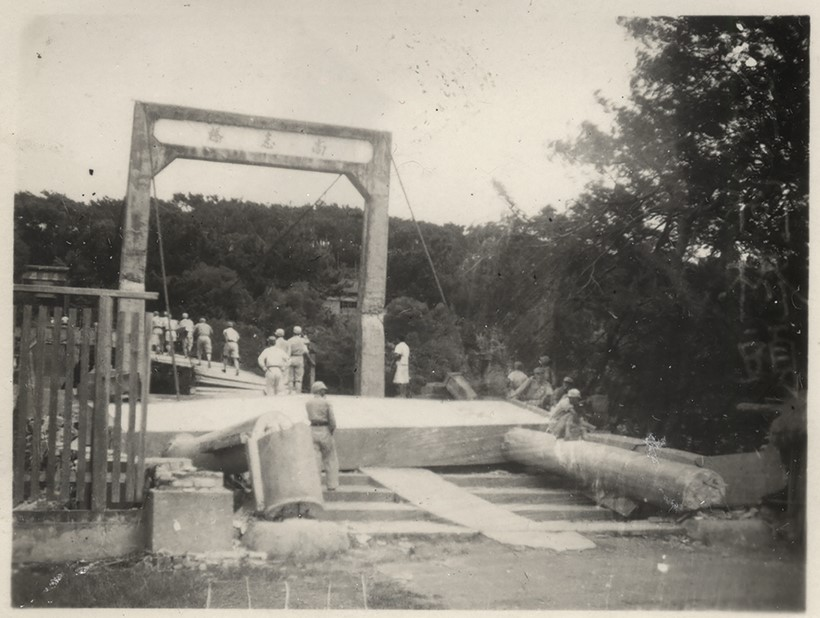
民國40年（1951年）の地震で倒壊した鳥居。後方の尚志橋（宮の橋）も一部破損している。
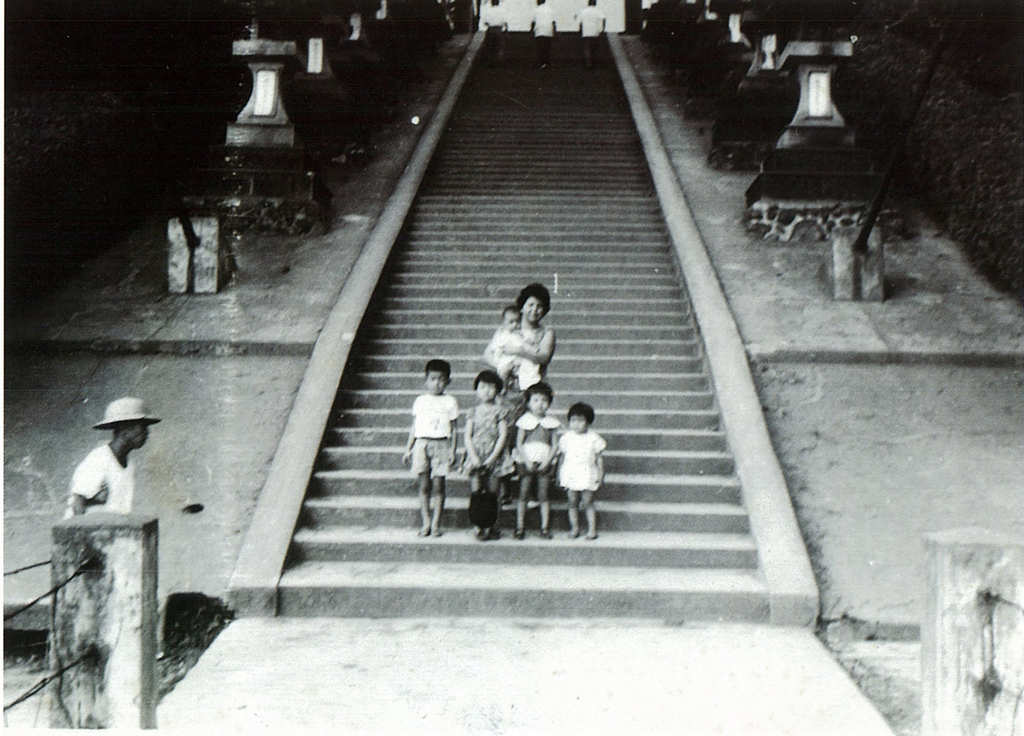
民國51年（1962年）。当時は神社建築が残っていた。
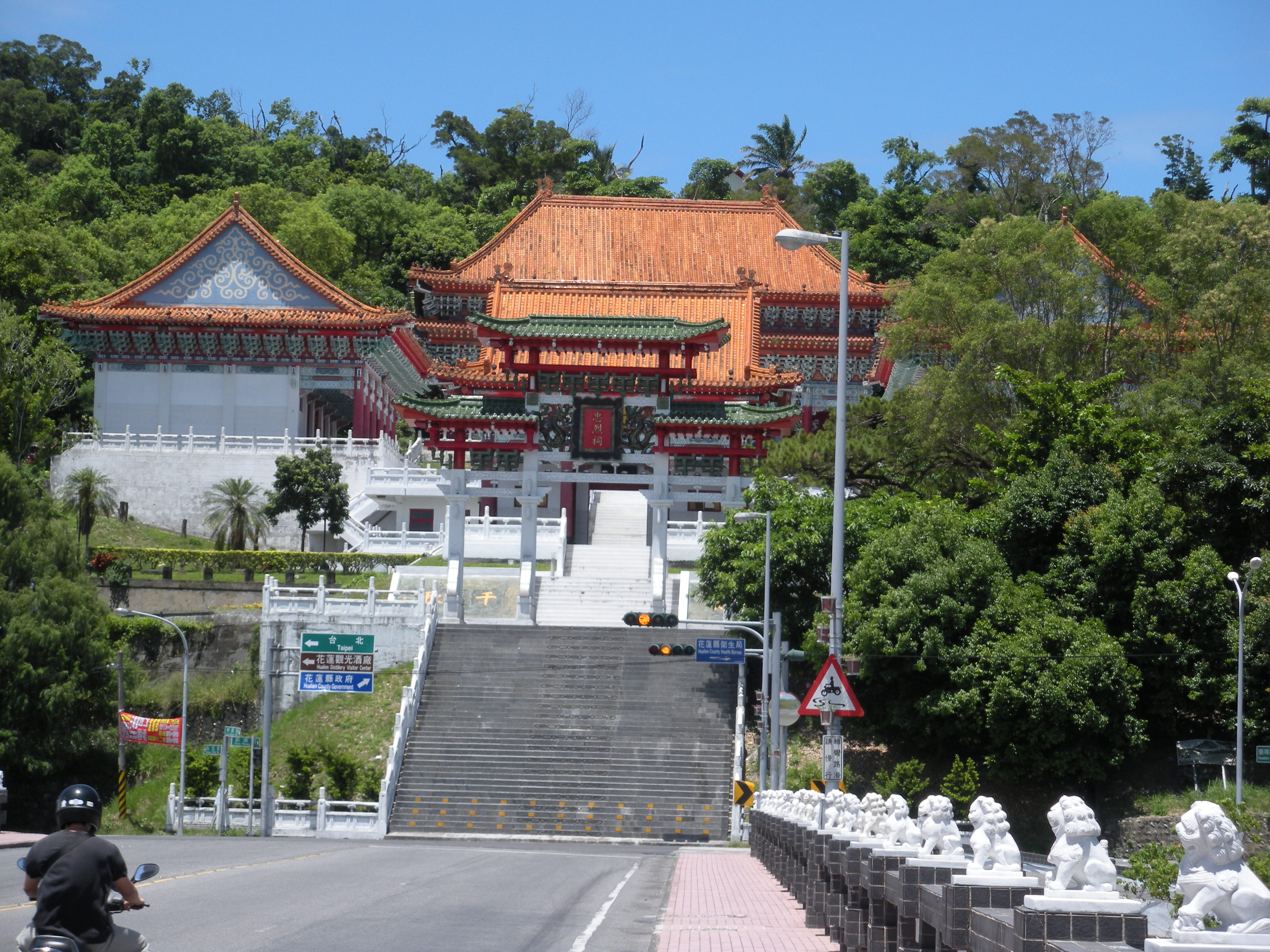
2006年、尚志橋上より望む美崙山忠烈祠堂。
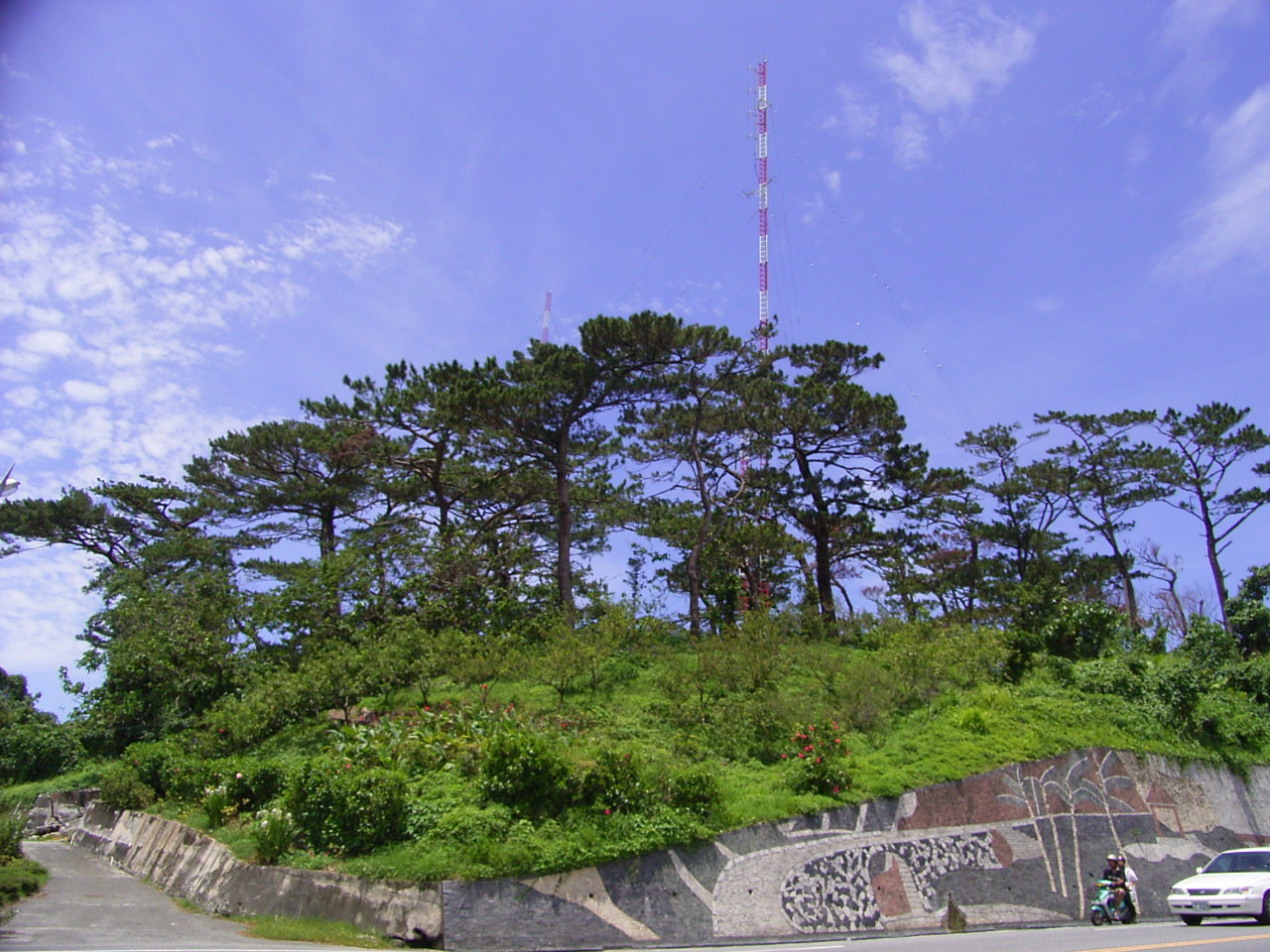
花蓮港神社が鎮座していた美崙山南麓には、現在も日本統治時代に植えられたリュウキュウマツが茂っている。2006年撮影。